# Adolphe de Leuven
Adolphe de Leuven född 1802 i Paris, död 14 april 1884 i Marly-le-Roi, var en fransk librettist och operachef av svensk börd, son till den landsflyktige Adolph Ribbing.
Adolphe de Leuven antog en variant av sin farmors Eva Löwens namn. Efter att ha introducerats i teaterkretsar i Paris avancerade han till direktör för Opéra Comique. Tillsammans med Alexandre Dumas den äldre, Eugène Scribe och andra skrev Leuven en mängd dramer, vaudeviller och texter till operetter. Ett 30-tal av de Leuvens pjäser har uppförts i Sverige.